# Maciej Urbanowicz
Maciej Urbanowicz (ur. 12 lipca 1986 w Gdańsku) – polski hokeista, reprezentant Polski.
Syn Janusza Urbanowicza, reprezentanta Polski w rugby.

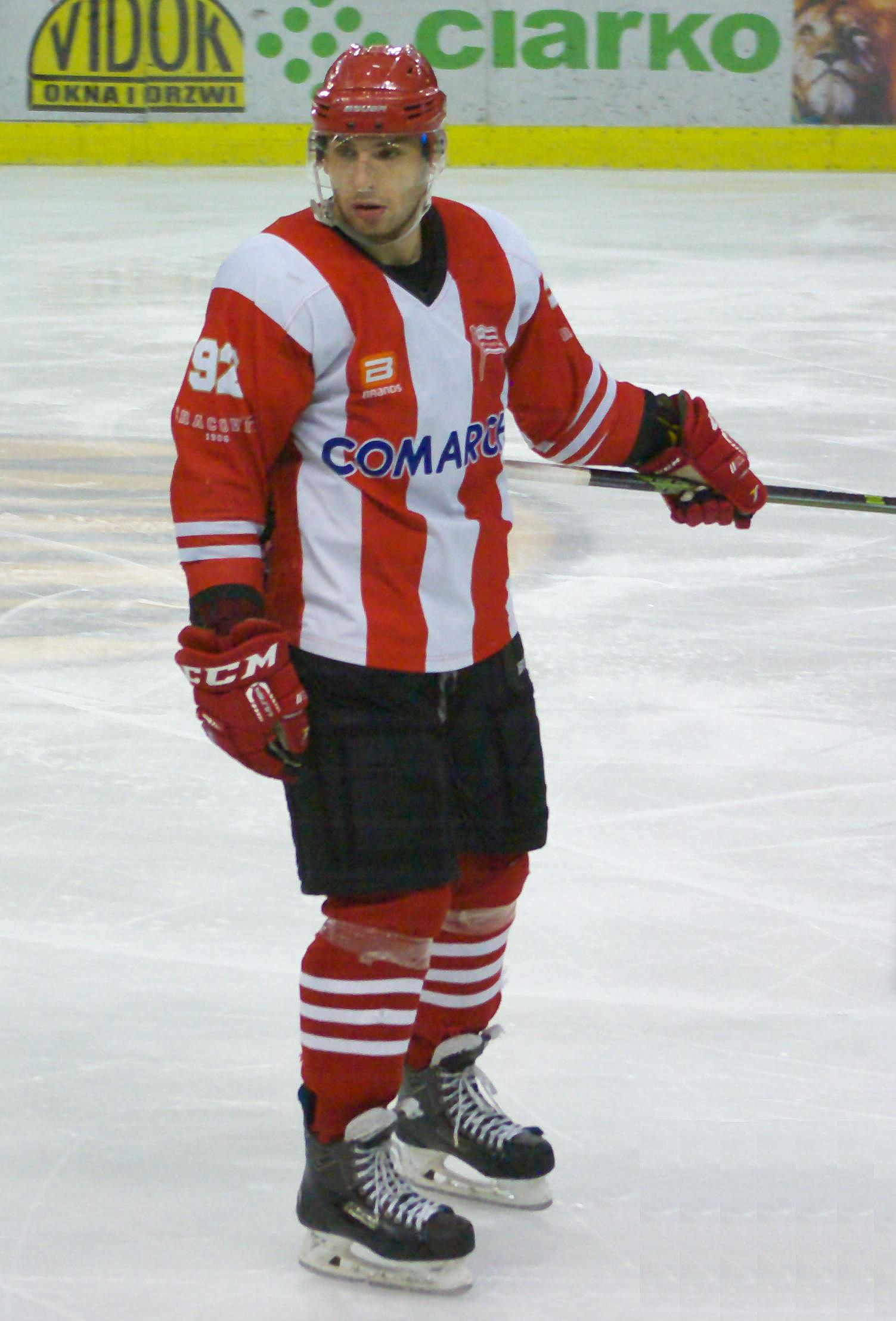
Maciej Urbanowicz w barwach Cracovii (2016)

## Kariera klubowa
- SMS II Sosnowiec (2002-2004)
- SMS I Sosnowiec (2004-2005)
- Stoczniowiec Gdańsk (2005-2009)
- JKH GKS Jastrzębie (2009-2015)
- Cracovia (2015-2018)
- Tauron KH GKS Katowice (2018-2019)
- JKH GKS Jastrzębie (2019-)

Absolwent NLO SMS PZHL Sosnowiec z 2005. Od 2009 zawodnik JKH GKS Jastrzębie. W lutym 2012 podpisał nowy, trzyletni kontrakt z jastrzębskim klubem. Pełnił funkcję kapitana drużyny. Odszedł z klubu w kwietniu 2015. Od maja 2015 zawodnik Cracovii. W kwietniu 2018 został zawodnikiem Tauron KH GKS Katowice. Pod koniec kwietnia 2019 ponownie został zawodnikiem JKH. Po sezonie 2022/2023 przedłużył kontrakt z tym klubem o kolejne dwa lata.

## Kariera reprezentacyjna
Występował w juniorskich kadrach Polski. W barwach reprezentacji Polski do lat 18 uczestniczył w turnieju mistrzostw świata juniorów do lat 18 w 2003, 2004 (Dywizja I). W barwach reprezentacji Polski do lat 20 uczestniczył w turnieju mistrzostw świata juniorów do lat 20 w 2004, 2005, 2006 (Dywizja I).
W reprezentacji seniorskiej zadebiutował 11 listopada 2006 w przegranym 0:4 meczu z Białorusią podczas turnieju EIHC w Sarpsborgu. Pierwszą bramkę strzelił 10 listopada 2007 w przegranym 3:6 meczu z Litwą podczas turnieju EIHC w Hamar.
W barwach seniorskiej kadry Polski uczestniczył w turniejach mistrzostw świata 2008, 2009 (Dywizja I), 2011 (Dywizja I), 2012 (Dywizja IB), 2013 (Dywizja IB), 2015, 2016, 2017, 2018 (Dywizja IA), 2024 (Elita).
Został także zawodnikiem hokeja na rolkach, w czerwcu 2016 został powołany do kadry Polski na turniej mistrzostw świata.

## Sukcesy
Reprezentacyjne
- Awans do mistrzostw świata do lat 20 Dywizji I Grupy A: 2004

Klubowe
- Finał Pucharu Polski: 2006, 2008 ze Stoczniowcem Gdańsk, 2017 z Cracovią, 2023, 2024 z JKH GKS Jastrzębie
- Puchar Polski: 2012 z JKH GKS Jastrzębie, 2015 z Cracovią, 2019, 2021 z JKH GKS Jastrzębie
- Srebrny medal mistrzostw Polski: 2013, 2015 z JKH GKS Jastrzębie
- Brązowy medal mistrzostw Polski: 2014 z JKH GKS Jastrzębie, 2019 z Tauron KH GKS Katowice, 2020[11], 2022, 2025 z JKH GKS Jastrzębie
- Złoty medal mistrzostw Polski: 2016, 2017 z Cracovią, 2021 z JKH GKS Jastrzębie
- Superpuchar Polski: 2016, 2017 z Cracovią, 2020, 2021 z JKH GKS Jastrzębie
- Puchar Wyszehradzki: 2020 z JKH GKS Jastrzębie

Indywidualne
- Turniej kwalifikacyjny do zimowych igrzysk olimpijskich 2022 – Grupa H:
  - Zwycięski gol w decydującym meczu turnieju: Polska - Kazachstan 3:2 (9 lutego 2020)[12]